# Plays the Theme from The V.I.P.s and Other Great Songs
Plays the Theme from The V.I.P.s and Other Great Songs (auch Theme from The V.I.P.s and Other Great Songs) ist ein Musikalbum von Bill Evans. Die am 6. Mai und am 6. September 1963 entstandenen Aufnahmen erschienen 1963 auf MGM Records bzw. Verve Records.

## Hintergrund
1963 war der Jazzpianist Bill Evans, der das Honorar benötigte, damit einverstanden, ein Easy-Listening-Album mit Filmthemen aufzunehmen. Bereits im Januar 1963 hatte er als Solist an einem Verve-Album des Gary McFarland Orchestra mitgewirkt. Creed Taylor, der Produzent des Albums, erzählte später, dass er vom neuen Eigentümer des Verve-Labels, der Filmproduktionsgesellschaft MGM angewiesen worden sei, das Album fertigzustellen, damit die von MGM produzierten Filmthemen der Zeit (wie Die Tage des Weines und der Rosen und Der Mann mit dem goldenen Arm) besser zur Geltung kommen würden.
Das Titelstück des Albums Theme from „The V.I.P.s“ and Other Great Songs stammt aus dem Soundtrack des Films Hotel International (1963, Originaltitel: The V.I.P.s), der von Anthony Asquith inszeniert wurde. Bei dem Album wurde Bill Evans von einem großen Orchester inklusive Streichern und Chor begleitet; die Leitung hatte Claus Ogerman, der auch die Orchester-Arrangements geschrieben hatte.

## Anmerkung zur Edition des Albums
Die MGM-Ausgabe der LP (E/SE4184) hatte den Titel Bill Evans Plays the Theme from The V.I.P.’s and Other Great Songs; die Verve-Ausgabe (B0010714-02) hatte den Titel Theme from The V.I.P.s and Other Great Songs. In der Verve Ausgabe fehlt „55 Days at Peking“, die Erkennungsmelodie aus dem Monumentalfilm 55 Tage in Peking von Nicholas Ray. 2008 wurde das Album als Compact Disc wiederveröffentlicht.

## Titelliste
- Bill Evans – Piano and Orchestra - The V.I.P.s Theme (And Other Great Songs) (MGM SE-4184, Verve Records – 0602517313577)[3]

1. Theme from „Mr. Novak“ (Lyn Murray) 2:04
2. The Caretakers Theme (Elmer Bernstein) 2:51
3. More (Riz Ortolani) 2:40
4. Walk on the Wild Side (Elmer Bernstein, Mack David) 2:34
5. The Days of Wine and Roses (Henry Mancini, Johnny Mercer) 2:40
6. Theme from „The V.I.P.s“ (Miklos Rozsa) 2:28
7. Hollywood (Bill Evans, Claus Ogerman) 3:36
8. Sweet September (Bill McGuffie) 2:17
9. On Green Dolphin Street (Bronislaw Kaper, Ned Washington) 2:43
10. The Man with the Golden Arm (Elmer Bernstein, Sylvia Fine) 2:32
11. Laura (David Raksin, Johnny Mercer) 2:31
12. On Broadway (Jerry Leiber, Mike Stoller, Barry Mann, Cynthia Weil) 2:32

## Rezeption
Matt Collar verlieh dem Album in Allmusic dreieinhalb Sterne und schrieb, das Album würde den legendären Pianisten dabei zeigen, wie er seinen eher introspektiven Sound zugunsten eines kommerziellen Pop-Ansatzes aufgebe. Vor einem Orchesterhintergrund des Dirigenten/Arrangeurs Claus Ogerman vertiefe sich der Pianist in Lieder von Autoren wie Henry Mancini, Johnny Mercer, Elmer Bernstein, Miklós Rózsa und anderen. Auch wenn das Album mehr mit leichtem Easy Listening als mit tiefgründigen harmonischen Jazz-Experimenten zu tun hat, gebe es hier für die Fans von Jazz-Pop der 1960er-Jahre viel zu genießen.
Marc Myers bezeichnete es hingegen als das schlechteste Album in Bill Evans’ Katalog.
Es gebe wohl nur eine Gelegenheit, Bill Evans im Stil eines Richard Clayderman zu erleben, meinte der Evans-Biograf Hanns E. Petrik. Die V.I.P.-Platte sei vielmals als „der große kommerzielle Ausrutscher“ des Pianisten bezeichnet worden. Natürlich sei sie kommerziell, aber sie habe doch hier und da „winzige Momente pianistischer Klasse“, die in Stücken wie „Walk on the Wild Side“ und „Hollywood“ aufblitzen. Ansonsten sei künstlerische Qualität nicht gefragt gewesen. Doch man solle über populäre Unterhaltungsmusik nicht allzu leichtfertig den Stab brachen; auch sie könne ihre Highlights haben.